# Melisme
Melismatisch gezang is in de muziek het zingen van meer noten op een lettergreep (een zogenaamde notentros). Een dergelijke notentros wordt een melisme (Grieks: melos, gezang) genoemd.
Melismatisch gezang komt voornamelijk voor in het gregoriaans, in Oud-Byzantijnse kerkmuziek, in het Italiaanse belcanto, in Turkse en Arabische muziek en bij soulzangeressen, zoals Whitney Houston.
Een voorbeeld van melismatiek is ook het Wilhelmus in de bewerking van Adriaen Valerius. Hij voorzag de oorspronkelijk Franse melodie van buigingen als: "Wilhelmus va-han Na-hassouwe ben ick van Dui-huitschen bloet".
Het tegenovergestelde van melisme is syllabische zang, waarbij elke lettergreep op precies één noot wordt gezongen.